# 卡布雷拉 (昆迪納馬卡省)

卡布雷拉是哥倫比亞的城鎮，位於該國中部，由昆迪納馬卡省負責管轄，距離首府波哥大144公里，始建於1910年8月31日，面積449平方公里，海拔高度2,123米，2005年人口4,557。

## 外部連結
- Official siteArchive.today的存檔，存档日期2012-11-27

3°58′41″N 74°29′09″W / 3.97806°N 74.4858°W